# Anatragoides
Anatragoides is een kevergeslacht uit de familie van de boktorren (Cerambycidae). De wetenschappelijke naam van het geslacht werd voor het eerst geldig gepubliceerd in 1938 door Breuning.

## Soorten
Anatragoides omvat de volgende soorten:
- Anatragoides cylindricus Breuning, 1938
- Anatragoides exigua (Kolbe, 1889)